# Guido Hausmann
Guido Hausmann (* 27. Januar 1960 in Altenhundem/Westfalen) ist ein deutscher Historiker.

## Leben
Hausmann wurde in Altenhundem im Sauerland geboren. Er studierte Deutsche Literatur und Sprache sowie Geschichte an den Universitäten Münster und Köln. Nach dem Staatsexamen 1988 an der Universität zu Köln und der Promotion 1995 ebenda mit der Dissertation Universität und städtische Gesellschaft in Odessa, 1865 - 1917. Soziale und nationale Selbstorganisation an der Peripherie des Zarenreiches war er von 2005 bis 2008 Lecturer in East European and Russian history am Trinity College Dublin. Nach der Habilitation 2004 an der Universität Bielefeld vertrat er von 2008 bis 2010 den Lehrstuhl Neuere und Osteuropäische Geschichte an der Albert-Ludwigs-Universität Freiburg. Von 2010 bis 2011 war er wissenschaftlicher Mitarbeiter in Freiburg im Breisgau. 2011 war er Fellow am Imre Kertész Kolleg Jena. Von 2011 bis 2016 vertrat den Lehrstuhl Geschichte Osteuropas und Südosteuropas an der Universität München. Seit 2016 ist er Leiter des Arbeitsbereiches Geschichte am Leibniz-Institut für Ost- und Südosteuropaforschung und Professor für Geschichte Ost- und Südosteuropas mit Schwerpunkt Russland / Sowjetunion und Ukraine an der Universität Regensburg.
Seine Forschungsschwerpunkte sind Universitäts- und Wissenschaftsgeschichte Mittel- und Osteuropas, Stadtgeschichte Mittel- und Osteuropas, Imperium und Nationalitäten, Gedächtnisgeschichte und Erinnerungskulturen und Natur und Umweltgeschichte Mittel- und Osteuropas.

## Schriften (Auswahl)
- Universität und städtische Gesellschaft in Odessa 1865–1917. Soziale und nationale Selbstorganisation an der Peripherie des Zarenreiches. Stuttgart 1998, ISBN 3-515-07068-0. (Google Books)
- als Herausgeber: Gesellschaft als lokale Veranstaltung. Selbstverwaltung, Assoziierung und Geselligkeit in den Städten des ausgehenden Zarenreiches. Göttingen 2002, ISBN 3-525-35687-0.
- als Herausgeber mit Angela Rustemeyer: Imperienvergleich. Beispiele und Ansätze aus osteuropäischer Perspektive. Festschrift für Andreas Kappeler. Wiesbaden 2009, ISBN  	978-3-447-06055-4.
- Mütterchen Wolga. Ein Fluss als Erinnerungsort vom 16. bis ins frühe 20. Jahrhundert. Frankfurt am Main 2009, ISBN 978-3-593-38876-2. (Google Books)
- Alfred Eisfeld, Guido Hausmann, Dietmar Neutatz (Hrsg.): Hungersnöte in Russland und in der Sowjetunion 1891–1947. Regionale, ethnische und konfessionelle Aspekte (= Veröffentlichungen zur Kultur und Geschichte im östlichen Europa. Band 48). Klartext, Essen 2017, ISBN 978-3-8375-1764-4.
- als Herausgeber mit Iryna Sklokina: The Political Cult of the Dead in Ukraine. Traditions and Dimensions from the First World War to Today. Vandenhoeck & Ruprecht, Paderborn 2021, ISBN 978-3-8471-1383-6.

### Artikel
- Die wohlhabenden Odessaer Kaufleute und Unternehmer. Zur Herausbildung bürgerlicher Identitäten im ausgehenden Zarenreich. In: Jahrbücher für Geschichte Osteuropas, Neue Folge. Band 48, Nr. 1, 2014, S. 41–65 (org.ua [PDF]).
- Der Gebrauch der Geschichte. Ukraine 2014: Ideologie vs. Historiographie. In: Osteuropa. Band 64, Nr. 9-10, 2014, S. 35–50 (uni-heidelberg.de [PDF]).
- Brest-Litowsk 1918: Zwei Friedensschlüsse und zwei Historiographien. Geschichte. In: Wissenschaft und Unterricht. Band 70, Nr. 5/6, 2019, S. 271–290 (nbn-resolving.org).
- Mit Tanja Penter: Instrumentalisiert, verdrängt, ignoriert: der Holodomor im Bewusstsein der Deutschen. In: Osteuropa. Band 70, Nr. 3-4, 2020, S. 193–214, doi:10.35998/oe-2020-0025 (ssoar.info [PDF]).
- Mit Olha Martyniuk: Geschichtspolitik unter der Präsidentschaft von Wolodymyr Selenskyj. In: Ukraine-Analysen. Nr. 234, 2020, S. 7–10, doi:10.31205/UA.234.01 (ssoar.info [PDF]).
- Mit Tanja Penter: Der Holodomor, die NS-Propaganda in der Ukraine und ihr schwieriges Erbe. In: Vierteljahrshefte für Zeitgeschichte. Band 69, Nr. 4, 2021, doi:10.1515/vfzg-2021-0042 (uni-heidelberg.de [PDF]).
- Editorial. In: Nordost-Archiv. Schwerpunkt: Das Erbe des Imperiums: Multinationale und regionale Aspekte der Ukrainischen Revolution 1917–1921. Band 31, 2022, S. 9–17, doi:10.25162/9783515135092-0001 (dav-medien.de [PDF]).
- "My Dear Fatherland, When Will You Ever Flourish?" Recent Historical Literature on Georgia. In: Comparative Southeast European Studies. Band 70, Nr. 1, 2022, S. 153–163, doi:10.1515/soeu-2022-0002 (degruyterbrill.com [PDF]).